# Шрамковка
Шра́мковка (укр. Шрамківка) — село в Золотоношском районе Черкасской области Украины.
Исторически известен в том числе как хутор Старо- и Новошрамковский, Шрамковская казачья пустынь и т. д. Поселок городского типа с 1956 года по 2017 год.
Расположено на реке Чумгак на крайнем северо-востоке области, в 55 км к северу от Золотоноши и в 80 км к северу от Черкасс.

## История
В официальных источниках советской эпохи указывается, что село возникло в XVI веке. Однако по данным местного уроженца и известного краеведа В. П. Щербы, которые он приводит в своих книгах, на этом месте существовал населенный пункт, возможно пограничная застава ещё времён Старой, Святой, Киевской Руси, что подтверждено археологическими раскопками.
Объединяет в своём составе земли нескольких старинных казачьих хуторов XVII—XVIII века — Жванчик или собственно Шрамковку (хутор Шрамка, Старую Шрамковку), Полуботовку (хутор Старополуботовский) и Шелеховку (хутор Шелеха).
В 1660 году на хуторе Полуботовка (ныне часть Шрамковки) родился наказной гетман Павло Полуботок.
В 1891 году на хуторе Новошрамковка (ныне один из кутков в составе села) родился военнослужащий царской армии (Российской Императорской Армии) и командир (генерал) Красной Армии Михаил Дмитриевич Гончаров, местная школа во времена СССР носила его имя.
Селение входило в состав Пирятинского уезда Полтавской губернии Российской империи. В 1911 году здесь был построен сахарный завод.
По воспоминаниям краеведа В. П. Щербы в 1920х в селе на сахзаводе бывали гетманцы, петлюровцы, деникинцы, даже махновцы и наконец ленинцы, тут располагался отряд РККА.
Во время Великой Отечественной войны с сентября 1941 до сентября 1943 селение находилось под немецкой оккупацией. В период оккупации в селе оставались люди, продолжалось преподавание в местной школе, при этом уже в первые дни оккупации были расстреляны местные советские активисты. Одним из очевидцев этих событий был местный преподаватель, в будущем долгожитель А. А. Долгий (1903—2004), известный также как дед Антон, один из заступников перед Богом за село и его жителей, потомок рода Долгих, история которого на землях Яготинской сотни прослеживается с 1630х то есть со времён Гетманщины и Короны Польской в составе Речи Посполитой, любимый учитель, друг и собеседник на протяжении многих лет местного краеведа и писателя В. П. Щербы.
3 июля 1947 года Шрамковка стала центром Шрамковского района Полтавской области. В дальнейшем, после образования в 1954 году Черкасской области район оказался в составе Черкасской области. В 1957 году здесь действовали сахарный завод, средняя школа, семилетняя школа, кинотеатр и пять библиотек.
В ноябре 1959 года Шрамковский район был расформирован и Шрамковка вошла в состав Драбовского района.
По состоянию на начало 1972 года численность населения составляла 3972 человека, здесь действовали сахарный комбинат, совхоз по выращиванию сахарной свеклы, средняя школа, начальная школа, Дом культуры на 600 мест, кинотеатр на 180 мест, три библиотеки, гостиница, детские ясли, больница на 100 коек.
В январе 1989 года численность населения составляла 3733 человека.
В мае 1995 года Кабинет министров Украины утвердил решение о приватизации находившегося здесь предприятия по откорму крупного рогатого скота, в июле 1995 года было утверждено решение о приватизации сахарного комбината.
На 1 января 2013 года численность населения составляла 2840 человек.
В связи с тем, что раньше хутора, вошедшие в состав села относились к разным церковным приходам в советское время храмовый праздник села особо не праздновался, а если праздновался, то по воспоминаниям старожилов на Троицу то есть также как в соседней Бырловке.

## Транспорт
Находится в 5 км от ж.-д. станции Кононовка (на линии Гребёнка — Киев).

## Уроженцы и жители
- Гончаров, Михаил Дмитриевич (1891—1945) — военнослужащий РИА и генерал РККА, уроженец хутора Новошрамковка в составе села.
- Полуботок, Павел Леонтьевич — наказной гетман Малороссии времён Петра I, предположительно родился на родительском хуторе Полуботовка (ныне в составе Шрамковки).